# Carlo Fuortes
Carlo Fuortes (Roma, 5 settembre 1959) è un dirigente pubblico ed economista italiano.

## Biografia
È laureato in Scienze statistiche ed economiche presso l'Università degli Studi di Roma "La Sapienza". È un manager ed economista della cultura, ha svolto studi e consulenze sui temi dell'economia della cultura, con riferimento alla gestione dei teatri, musei e dei beni culturali, allo spettacolo dal vivo, alla televisione e cinema.
Dal 2002 al 2003 è stato Direttore generale del Palazzo delle Esposizioni e delle Scuderie del Quirinale di Roma.
Dal 2003 al 2015 ha diretto l'Auditorium Parco della Musica, in qualità di Amministratore delegato della Fondazione Musica per Roma, con una programmazione innovativa e aperta alle arti e ai molti linguaggi contemporanei e facendolo divenire un successo nazionale e internazionale.
Dal 2012 al 2013 ha assunto l'incarico di Commissario Straordinario della Fondazione Lirico Sinfonica Petruzzelli e Teatri di Bari.

Il 23 dicembre 2013 è stato nominato Sovrintendente del Teatro dell'Opera di Roma.  Il Ministro Dario Franceschini il 3 marzo 2015 ha rinnovato tale incarico fino al 30 marzo 2020. Successivamente l’incarico è stato confermato fino al 23 aprile 2025.

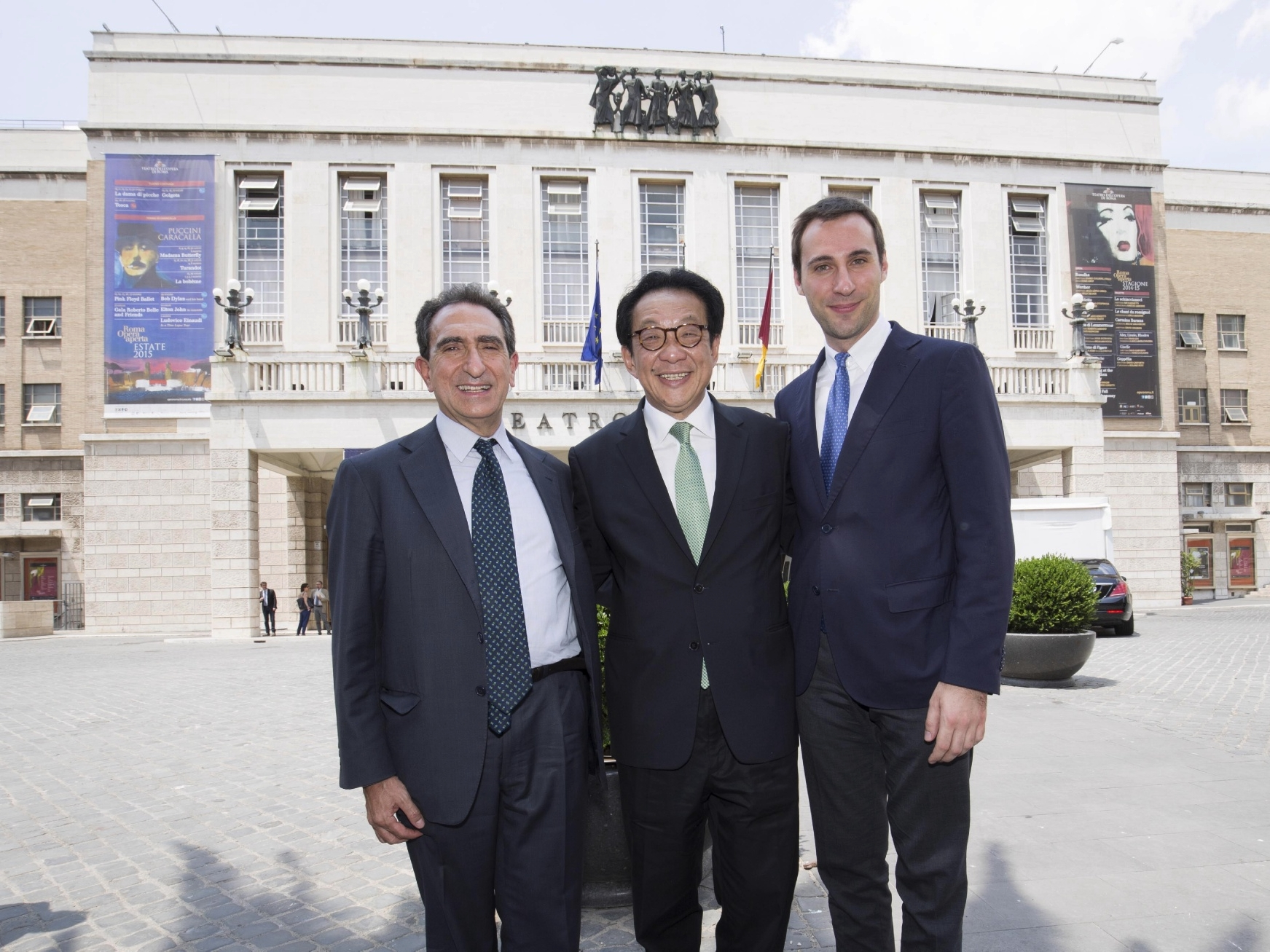
Carlo Fuortes con il tycoon malese Francis Yeoh e il manager culturale Paolo Petrocelli al Teatro dell'Opera di Roma

Il 15 aprile 2016 il Ministro Dario Franceschini lo nomina Commissario Straordinario della Fondazione Arena di Verona con l'obiettivo di salvare la stagione Areniana 2016 ed evitare la liquidazione della Fondazione, decisa dal precedente Consiglio d'Indirizzo presieduto dal Sindaco Flavio Tosi.
Ha insegnato sistemi organizzativi dello spettacolo dal vivo presso il corso di laurea in DAMS dell'Università Roma Tre ed è autore di saggi e pubblicazioni sull'economia e la gestione del settore culturale. Dal 2011 è, inoltre, Segretario Generale dell'Associazione Economia della Cultura e membro della giunta esecutiva di Federculture.
Il 9 luglio 2021 è stato indicato dal ministro dell'economia e delle finanze, Daniele Franco, d'intesa con il presidente del Consiglio, Mario Draghi, per ricoprire la carica di amministratore delegato della RAI, incarico che ha infatti poi assunto dal 16 luglio.
L'8 maggio 2023 si dimette dalla carica di amministratore delegato della RAI.
Il 1º agosto 2023 viene nominato Sovrintendente del Teatro di San Carlo ; nomina successivamente annullata dal tribunale di Napoli che accoglie il ricorso di Stéphane Lissner, reintegrandolo come Sovrintendente.
Il 23 marzo 2024 viene nominato Sovrintendente del Maggio Musicale Fiorentino.
Carlo Fuortes, per il ruolo che ricopriva di sovrintendente dell’Opera di Roma, è stato condannato il 27 marzo 2024 dai giudici della sesta sezione penale del tribunale di Roma, alla pena di 1 anni e 4 mesi, per la tragica fine di Oberdan Varani, l'addetto alle pulizie di 50 anni che, il 31 luglio del 2017, precipitò in un vano del teatro, sbattendo quindi violentemente la testa e morendo in ospedale dopo 9 giorni di coma. La condanna di primo grado, al minimo della pena, prevede la sospensione della stessa e la non menzione. Il suo legale ha dichiarato che ricorrerà in appello. 

## Premi
- 2013 - Premio Renato Nicolini di Tuttoteatro.com[19]
- 2015 - Premio Franco Cuomo International Awards per la sezione Teatro[20]
- 2022 - Premio Elsa Morante  per la Comunicazione[21]
- 2022 - Premio Puccini[22]